# 李煦
李煦（1655年—1729年），內務府旗鼓佐領正白旗（包衣漢軍）人，祖籍山東萊州府。清康熙、雍正年间官员。

## 生平
父李士楨，本姓姜，崇祯十五年（1642年）被清兵掳去，過繼給正白旗旗鼓佐領(包衣漢軍)李西泉為子，遂改姓李。李家為內務府的包衣漢軍，接近皇室，顺治四年，八旗抡才，士楨以第十六名中选，成为清皇室的近臣。獲得康熙帝賞識。
李煦生于顺治乙未年正月二十九日，生母文氏，嫡母王氏。歷官內閣中書、韶州知府、寧波知府、暢春園總管。康熙三十二年（1693年）出任蘇州織造:44。
李煦與曹寅（任江寧織造三十年），不斷向康熙帝呈遞密折，奏报江南地方民情。八次兼任巡視兩淮鹽課監察御史，千方百計搜集各方面的情報。现代研究者统计，中国第一历史档案馆编辑发行的《康熙朝汉文朱批奏折汇编》收录、留存的康熙朝官员上奏的奏折。康熙二十八年二月至六十一年十二月（1689年至1722年）期间奏折共计3119件。其中，李煦和曹寅（含曹颙、曹頫）上奏619件，接近20%。李煦上奏400余件中，与织造业务相关的“只有寥寥五六件”:43—44。
李煦为人宽怀仁慈，頗得當地的民心，有「李佛」稱號，但是“公子性奢华，好串戏，延名师，以教习梨园”，康熙帝四次南巡，李煦、曹寅等大事铺张，导致亏空高达数十万兩。雍正二年（1724年），李煦因虧空公家白銀三十八万兩，被抄家籍產。雍正五年（1727年）二月又因曾为雍正政敌胤禩等諸皇子（即阿其那、塞思黑）买过苏州女子:45，定為“奸黨”，發配往打牲乌拉（黑龙江省布特哈旗）苦寒之地。家属、仆役被发卖。
李煦在流放之地“兩年來僅與傭工二人相依為命，敝衣破帽，恒終日不得食”，最後因凍餓死於當地。时在雍正七年（1729年）二月某日，年七十五。临死之时，“囊中无一钱……亲识无一人在侧。”
妻子韩氏，昌邑庠生晋卿公女。有二子一女，两子名李鼎、李鼐(李鼐超連結錯誤，清朝人物兒子不應該是明朝人物)；女婿即内务府正黄旗满洲、二等侍衛、内务府正黃旗參領兼佐領黄佳氏阿琳（父内务府营造司郎中佛宝；胞兄内务府副管領戴敏，胞侄女黄佳氏封乾隆帝之儀嬪）

## 家族
根据《昌邑姜氏族谱》、《昌邑县志》、《钦定八旗通志》、第一历史档案馆和台湾人名权威等整理如下：
- 始祖：姜文庆，此姜氏原是浙江海宁，后迁至山东莱州昌邑附近。
- 高祖：姜民望。
- 曾祖：姜若默。
- 祖父：本生祖姜演、繼祖父正白旗佐領李西泉（西泉疑似字号） 。
- 父：姜士楨（亦李士正），李西泉养子，遂改名李士楨，入正白旗汉军籍。姜士楨有胞兄弟姜士楧等共五人，兄弟的后裔大部分依然保持姜姓。康熙二十四年姜士楧等携谱至广东请胞兄李士楨为修谱作序。
- 兄弟：李耀、李炘、李燦、李炇、李煒。
- 胞姐妹：一李氏或姜氏配镶红旗汉军佐领周承诏（平南王尚之信的姻亲广西提督(周)哲爾肯弟周文炳之子，见台湾人名权威(周)哲爾肯关联和《钦定八旗通志》周承诏此支佐领记载），并非民间广泛误传的曹寅，《竹垞文稿》李月桂墓志记载曹寅妻实为镶白旗汉军或镶红旗汉军籍的江西布政使参政李月桂之女（李月桂旗籍在多地县志记为镶白旗汉军，如《江南通志》等，在台湾人名权威资料库记为镶红旗汉军），并非李煦所属的正白旗汉军。另一姜氏，《昌邑县志》记录姜氏，赐姓巡抚李士桢之女配昌邑金台生员李锦章之子李枝仙。
- 妻：韩氏一品夫人，昌邑庠生晋卿公女 。继妻或妾有詹氏、苑氏（范氏）。1996年，拆昌邑祖屋发现李煦及其妻画像，随机流散，上书故祖父姜公讳煦字竹村行—灵位，故祖母韩太君行—之神位，故祖母詹太君行—之神位，疑李鼎之子书。
- 堂兄弟：姜焯，官徐州知州，著有《徐州志》，《昌邑姜氏族谱》记载康熙年间，姜焯前往苏州和堂兄李煦共同讨论《昌邑姜氏族谱》修订，并请大臣张鹏翮、张鹏翮儿女亲家孔毓圻、浙江海宁望族陈元龙以及大臣王掞等为家谱作序，现存。此谱由李煦监理、姜焯修订，两人及家族友人作序。姜焯配陈氏、孙氏。 张鹏翮直系后裔清代进士诗人张问陶岳父四川布政使林儁和其父林国泰分别是福康安、傅恒父子家仆，张问陶岳母姜氏。张问陶妹张筠嫁奉天高氏，民间曾广泛误传是《红楼梦》续作者高鹗之妻，因高鹗和张问陶是同年有交往。但族谱证明实际上是嫁高其位的曾孙世袭骑都尉佐领高扬曾，即高其倬、高其佩侄曾孙。张鹏翮孙女一人嫁兖州府同知王涛之子王心榘；一嫁云贵总督蒋陈锡之孙蒋楠，即文华殿大学士户部尚书蒋廷锡之侄孙；一嫁和曹雪芹祖曹寅关系密切的两淮盐运使李陈常之子李宗信，即年羹尧亲信直隶总督李维钧之侄，而年羹尧差点与張鵬翮子張懋誠成为亲戚，年羹尧一女曾与張懋誠妹夫孔传钜的兄弟孔传镛订婚，后因年羹尧犯事，山东孔氏退婚；張懋誠还有一女嫁湖广总督杨宗仁之孙杨盛芳，即陕甘总督东阁大学士杨应琚的堂兄，杨盛芳胞姐妹一人嫁诚亲王允祉之子弘暹，杨盛芳父杨文魁的兄弟杨文坤娶了高其倬和纳兰容若长女那拉氏所出之女，后来張鵬翮玄孙女张问筠嫁入高其位家族。见高其位、高其倬家族的山东《高密高氏族谱》和张鹏翮家的四川《遂宁张氏族谱》。
- 子：李以鼎（或李鼎、李定）娶巴氏、李以鼐娶吳氏。
- 孙女：姜氏，配傅恒家仆林国泰或林国柱之子林儁(福隆安和乾隆奏折记载林儁父林国泰，但林儁顺天乡试齿录记父为林国柱，疑似林国泰、林国柱两兄弟过嗣），因林国泰有功，将其一支放出为顺天大兴籍民，林国泰之子林儁亦成为傅恒子福康安随从，身份卑贱，但由福康安保荐，乾隆将其破格升任四川布政使（见第一历史档案馆奏折福隆安为林儁家族源流寄四川总督福康安、清实录、乾隆嘉庆起居录等。清人平步青著《霞外攟屑》，将林儁父子系傅恒、福康安父子的家仆类比安图和子安岐两人是宰相纳兰明珠、明珠孙子承安的管家），姜氏和林儁之女林佩环嫁雍正朝重臣太子太傅张鹏翮的玄孙清代进士诗人莱州知府张问陶。张鹏翮和其女婿孔传钜的叔叔孔毓圻在康熙末，曾受李煦和姜焯兄弟邀请为姜氏族谱作序。
- 亲属：李煦被抄家后，部分亲属被罚没为满洲权贵家奴，如李煦媳妇巴氏成为富察傅恒家仆。
- 幕友或家仆：沈槱元（沈宜士或沈毅士）、成達可、李果、钱仲璿、郭茂等[4]。